# Juan Zaragüeta y Bengoechea
Juan Zaragüeta i Bengoechea (Orio, Guipúscoa, 26 de gener de 1883 -Sant Sebastià, 22 de desembre de 1974) va ser filòsof, psicòleg, sacerdot i pedagog espanyol.

## Vida
Sacerdot, va cursar els estudis eclesiàstics als Seminaris de Vitòria i Saragossa; es va doctorar en Teologia i va fer la llicenciatura en Dret (1903); en 1905 va marxar a Lovaina on es va doctorar en Filosofia (1908); després ho va fer també en la Universitat de Madrid (1914).
La seva vida va ser fecunda en activitat, recerca i ensenyament: professor de Filosofia en el Seminari de Madrid; de Religió i Moral i de Dret i Economia Social a l'Escola Superior de Magisteri; catedràtic de Psicologia a la Universitat de Madrid (des de 1932 fins a la seva jubilació en 1953); membre de Nombre i Secretari perpetu de la Reial Acadèmia de Ciències Morals i Polítiques; director de l'Institut Luis Vives de Filosofia del CSIC i de l'Escola de Psicologia de la Universitat; conseller d'honor del CSIC, membre de la Academie des Sciences Morales et Politiques de París, de l'Inst. International de Philosophie', de la Société Philosophique de Lovaina, etc.
Deixeble de Mercier a la Universitat de Lovaina, la seva labor intel·lectual ha estat presidida per l'atenció a la filosofia perenne, que seguint la tradició escolàstica va saber despertar Mercier; se li pot considerar el màxim representant de la Neoescolàstica espanyola en el s. XX. El realisme anomenat crític, propi dels neoescolàstics de l'Escola de Lovaina, s'associa en Zaragüeta amb un cert vitalisme, encara que més aviat es tracta d'un interès i especial dedicació als temes filosòfics més relacionats amb la vida, com són els psicològics i pedagògics, que va conrear perfectament, així com uns altres de lingüística, filosofia i ètica social, religió, etc. Al mateix temps es mostra molt atent a la marxa del pensament científic-natural i als seus descobriments, advertint sempre com la quantificació de la realitat, pròpia de la ciència físic-natural, no és el nivell mental o mètode adequat per comprendre les essències de les coses.
Es caracteritza per les seves agudes anàlisis i per la seva precisió terminològica, a la qual concedeix gran importància, aconseguint així a vegades síntesis harmonioses superadores de posicions que semblaven irreductibles. La seva filosofia és alhora clàssica i moderna, metafísica i fenomenològica, essencial i existencial. És el més filòsof dels pedagogs i el més pedagog dels filòsofs espanyols moderns. Des de la seva càtedra ha exercit influència en Zubiri i altres filòsofs espanyols.

## Obres
- La Sociología de Gabriel Tarde (1909)
- Teoría psicogenética de la voluntad (1914)
- Contribución del lenguaje a la filosofía de los valores (1920)
- El cristianismo como doctrina de vida y como vida (1939)
- El concepto católico de la vida según el Card. Mercier, 2 vol. (2 ed. 1941)
- La intuición en la filosofía de Henri Bergson (1941)
- El lenguaje y la filosofía (1945)
- Filosofía y vida, 3 vol. (1950-54)
- Pedagogía fundamental (2 ed. 1953)
- Vocabulario filosófico (1955)
- Los veinte temas que he cultivado en mis cincuenta años de labor filosófica (1958)
- Aspectos sociales del desarrollo económico (1961)
- Estudios filosóficos (1963)
- Espiritualidad cristiana (1967)
- Curso de filosofía, 3 vol. (1968)
- Cuarenta años de periodismo (1971) Col·lecció de més de 200 articles entre 1930-1970, principalment filosòfics i sociològics, per la qual va rebre el Premio Nacional de Literatura (1971).